# Сања Домазет
Сања Домазет Даничић (Смедерево, 14. мај 1968) српска је списатељица, новинарка и универзитетски професор.

## Животопис и образовање
Њен отац Славко Домазет је био познати новинар. Родила се у Смедереву, а одрасла у Азањи.
Домазет је завршила основну школу „Др Јован Цвијић Смедерево“ 1979. године и уписала Гимназију у Смедереву. Завршила је и Средњу музичку школу Јосип Славенски у Београду. Дипломирала је на Правном факултету Универзитета у Београду (УБ) 1987. године, магистрирала је на Факултету политичких наука УБ на ком је и докторирала. Тренутно је ванредни професор новинарских предмета на истом факултету.
Удата је била за глумца Горана Даничића с којим је 1998. године добила кћер Настасју Аљу Даничић студенткињу позоришне и радио режије на Факултету драмских уметности (УБ).

## Писање
Сања пише поезију, прозу, драме и есеје. Радове је објављивала у часописима Смедерево и Театрон. Њена драма Пуњење тиквице је премијерно изведена у Југословенском драмском позоришту у Београду 1996. године. По овој драми је са С. Шијаном написала сценарио за филм.
Добитница је многих диплома и награда током школовања: Награда за поезију и прозу, „Извор живе речи“, Награда за есеј, „Дисово пролеће“, Награда народне библиотеке Србије, Женско перо, Најбоље новинарско перо, Награда Меша Селимовић, награда „Мома Димић”.